# Осада Рингена
Осада Рингена — сражение Ливонской войны, состоявшееся в сентябре—октябре 1558 года. Русский гарнизон замка Ринген, состоявший из 140 человек под командованием сына боярского Русина Игнатьева был осаждён многотысячным войском ливонского магистра Готхарда Кетлера. Осада завершилась взятием замка, но обошлась ливонцам очень дорогой ценой, а сам замок был вскоре ими вновь оставлен.

## Предыстория
В течение мая—июля первого года Ливонской войны русская армия сумела осадить и взять Нарву (Ругодив) и Дерпт (Юрьев). Среди прочих замков и крепостей был взят Ринген (Рынгол) в нынешней волости Тартумаа, где был оставлен немногочисленный гарнизон. Разрядная книга говорит лишь о 40 детях боярских и 50 стрельцах. Основная часть русской армии отошла в пределы России на зимние квартиры. Этим воспользовался новый магистр Ливонии Кетлер, который сумел незаметно для русских собрать крупное войско (с большим числом иноземных наёмников) для наступления на Дерпт. Ливонский военачальник не включил в своё войско артиллерию, рассчитывая взять город с помощью быстроты и помощи лояльных горожан. Расположенную на подступах к Дерпту малую крепость Ринген планировалось взять с ходу.

## Ход осады
События вокруг Рингена развивались следующим
образом. 4 октября к подошедшим к замку главным силам Кеттлера присоединился Фелькерзам с 600 всадниками и 3000 пешей милиции, набранной во владениях
рижского архиепископа. Игнатьев же отнюдь не собирался сдаваться. Кеттлер с Фелькерзамом не рискнули
оставлять Ринген у себя в тылу и решили сперва взять
его, а уж потом идти на Дерпт. Приступать к планомер-
ной осаде замка, не имея под рукой тяжелой артиллерии (да и людей не помешало бы побольше), выглядело
не самой разумной мыслью. Кеттлер отправил гонца
к магистру в Венден с требованием прислать ему еще
кнехтов и осадные орудия. С аналогичной просьбой
обратился к Вильгельму и Фелькерзам. Фюрстенберг
6 октября отправил три феннлейна кнехтов (около
1000 пехотинцев) и затребовал тяжелую артиллерию
в Ревеле. Ну а пока кнехты месили грязь по осенним
ливонским дорогам, а тяжелые картауны продирались
через «пятую стихию», время, отведенное коадьютору
и его товарищу на решение главной задачи замышленного наступления, неумолимо истекало. 11 октября посланные магистром Кеттлеру кнехты
и еще 400 всадников присоединились к осаждающим. Это позволило плотно блокировать Ринген. В ожидании появления тяжелой артиллерии осадные работы велись неспешно. Однако Кеттлер не терял надежды, но раньше. Его кнехты вели по замку огонь из легких пушек рассчитывая вынудить гарнизон капитулировать как можгаковниц. «Маистр по городу бьет и приступает ежеден шек и перестреливались с осажденными из stormhaken-
отписки, — и Русин Игнатьев в приступех у них людей к Ринголу, — писал летописец, пересказывая воеводские
побивает, а наряду с маистром много...".
Русская помочная рать не могла оказать действенной поддержки Игнатьеву. Кеттлер и Фелькерзам, по
сообщению воевод, «одернулися обозом», «окопались
великим рвом» и отсиживались в укрепленном лагере,
не выказывая желания вступать в полевое сражение.
«И воеводы к станом к нему (Кеттлеру. — Прим. авт.)
приходят и людей побивают, - писал русский книжник, - и маистр ис станов бьется пушками и пищалми,
а к воеводам не идет, а приступает к Рынголу...». Не
имея артиллерии, князь Черкасский не рисковал штурмовать ливонский лагерь и ограничивался нападениями
на неприятельских фуражиров. Как писал Ивану Грозному Репнин, он сам и его люди «приходят на кормовщиков и побивают во многих местех и языки емлют...».
22 октября из Вендена в сопровождении 500 кнехтов
и нескольких сотен ополченцев прибыли долгождан-
ные две полукартауны. Скорее всего, они не были последними — Фюрстенберг еще 14 октября затребовал
в Ревеле картауну. С ними дело пошло веселее. Тонкие
стены старого Рингена не были готовы противостоять
пудовым каменным ядрам. Ободренный видом разби-
тых укреплений, Кеттлер послал один феннлейн кнехтов на приступ. Им удалось преодолеть сопротивление
защитников, ворваться внутрь замкового двора и даже
взять шестерых пленных, которых ожидала печальная
судьба: по приказу Фюрстенберга они были повешены
в отместку за казнь Курлятевым дерптских бюргеров.
Однако Игнатьев сумел организовать контратаку и выбить немцев за стены. Русские, по словам Реннера, стояли насмерть и были готовы скорее оказаться погребенными под рухнувшими стенами замка, нежели сдаться в плен.
Однако сила и солому ломит. Наскоки русской конницы успеха не возимели и осадные работы продолжались по плану. 
Гарнизон Рингена понес большие потери от огня неприятельской артиллерии. Отражая атаки ливонцев,
он израсходовал практически весь запас пороха. 29 октября (по другим данным, 30-го) орденские кнехты и наемники пошли на новый приступ.
Измотанные и понесшие серьезные потери защитники Рингена, принужденные драться фактически только холодным оружием, на этот раз не сумели отразить приступ.
Через полторы недели отписывал герцогу Юхану, Маттиас Фриснер что ливонцы взяв Ринген, захватили в нем несколько больших орудий, доставленных сюда из Дерпта, и 200 ластов ржи.
50 взятых в бою пленных по приказу Кеттлера повесили
сразу же, а еще 95, среди которых был и некий baijaren и woijwaden со своим сыном (надо полагать, речь шла о Русине Игнатьеве) в оковах в сопровождении роты рейтаров были препровождены в Венден к магистру.
Судьба их была печальной: разосланные по разным замкам, они не пережили зимы 1558-1559 годов. По словам Андрея Курбского, неприятель «мало не всех во презлых темницах гладом и зимою поморил».
не была напрасной: их месячное «сидение» позволило
Однако гибель мужественного гарнизона Рингена
сорвать план по молниеносному взятию Дерпта. А через месяц русская рать вторглась в Ливонию и подвергла ее беспощадному опустошению, сполна отомстив за гибель своих боевых товарищей.

## Последствия
Из захваченных в плен после боя повесили 50 ратников, некоторые пленные были отправлены в Венден к магистру, причём начальник обороны Русин Игнатьев и его сын замёрзли в темнице Вендена. В целом, за время осады ливонское войско потеряло множество воинов, что для ослабленного государства являлось тяжёлым бременем. Потратив на Ринген больше месяца, Кетлер ввиду наступающих холодов и утраты фактора внезапности не смог развить свой успех и продолжить запланированный поход на Дерпт. Оставив Ринген, он отступил к Риге.
Небольшая победа обернулась для ливонцев крупной бедой. Разгневанный падением Рингена Иван Грозный повелел организовать зимний поход в Ливонию, в ходе которого немцы потерпели сокрушительное поражение в битве при Тирзене. После неё значительная часть Ливонии была разорена.